# 凡度美站
凡度美站（法語：Station Vendôme）位於加拿大魁北克省蒙特利爾市，是蒙特利爾地鐵2號線其中一個車站。本站由人行通道连接至通勤列车凡度美站。

## 简介

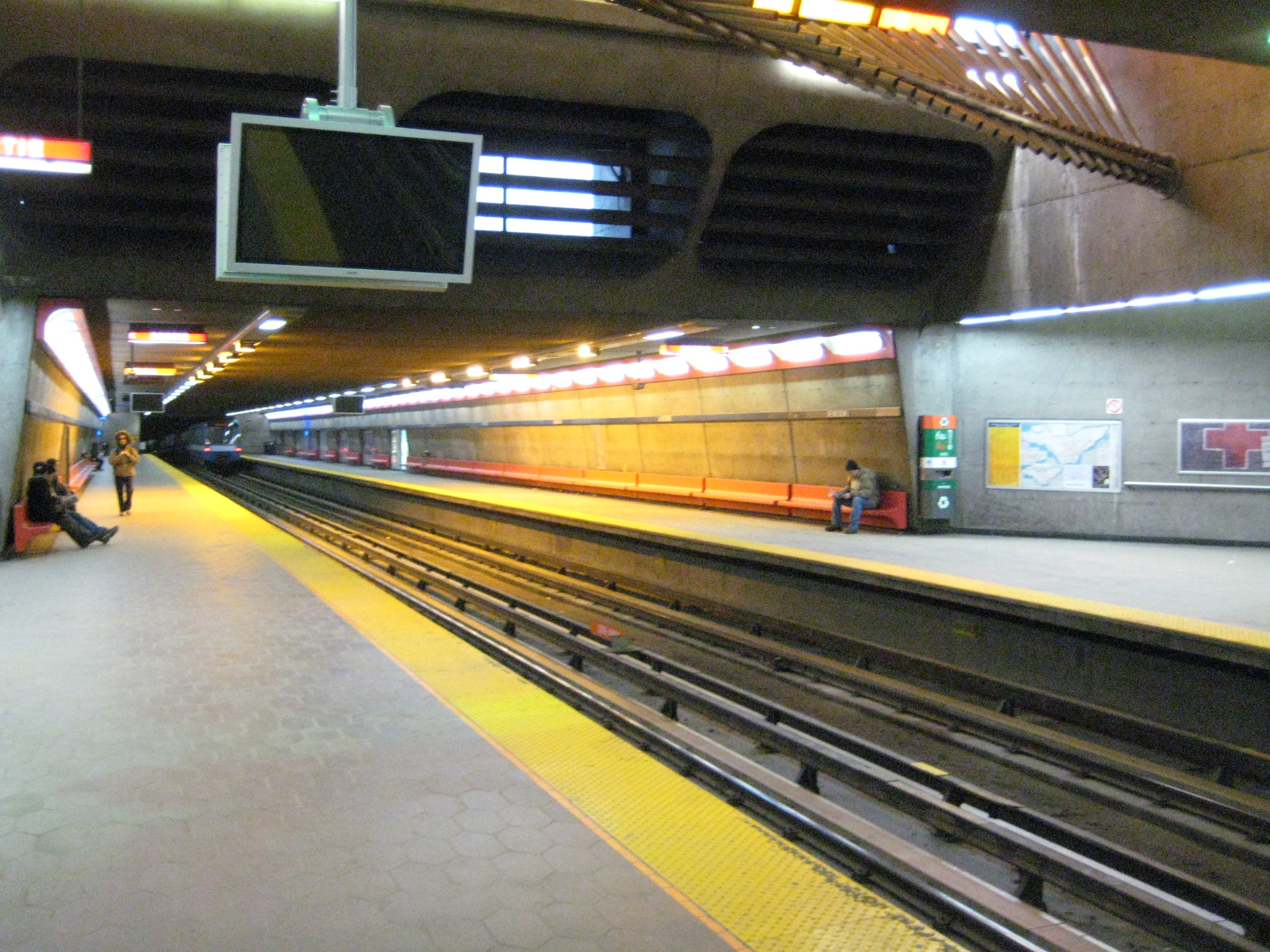
本站另一月台。

本站是一个普通的侧式月台车站，接近月台中点处有一个出入口。大的入口位于De Maisonneuve大道上的一个环岛公车站处。

## 鄰近車站
本站與聖昂利廣場站的距離是整個蒙特利爾地铁站距最長的。

## 外部連結
- （法文）（英文）蒙特利爾交通局：凡度美站（页面存档备份，存于）（英文）（页面存档备份，存于）
- （法文）（英文）：凡度美站（页面存档备份，存于）（英文）（页面存档备份，存于），含有凡度美站的資訊、歷史、車站結構與藝術品資料。